# Herbert Austin Fricker

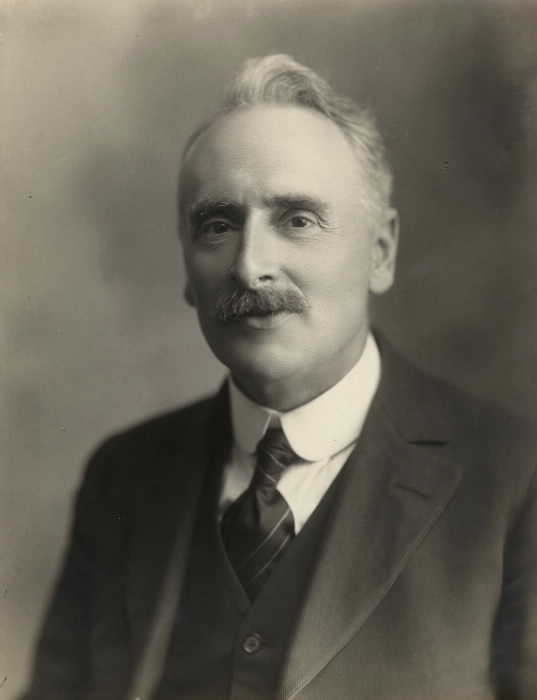

Herbert Austin Fricker (* 12. Februar 1868 in Canterbury; † 11. November 1943 in Toronto) war ein kanadischer Chorleiter, Organist, Musikpädagoge und Komponist englischer Herkunft.

## Leben
Fricker hatte den ersten Unterricht bei William A. Longhurst, dem Organisten der Kathedrale von Canterbury, wo er von 1977 bis 1883 Chorsänger und von 1884 bis 1890 Hilfsorganist war. Er setzte seine Ausbildung in London bei Frederick Bridge und Edwin Lemare fort und hatte seine ersten Organistenstelle von 1891 bis 1898 an der Trinity Church in Folkestone. Danach wurde er Stadtorganist in Leeds. Hier gründete er 1900 das Leeds Philharmonic und 1902 das Leeds Symphony Orchestra, die er beide bis 1917 leitete. Von 1904 bis 1913 war er Chorleiter bei den Leeds Festivals. Zudem wirkte er als Organist an verschiedenen Kirchen und leitete Chöre in Bradford, Halifax, Dewsbury und Morley.
1917 übersiedelte Fricker nach Kanada und übernahm von Augustus Stephen Vogt die Leitung des Toronto Mendelssohn Choir. 1918 trat der Chor erstmals mit dem Philadelphia Orchestra unter Leopold Stokowski auf, woraus sich gemeinsame Auftritte in Kanada und den USA bis ins Jahr 1925 ergaben. Mit dem Chor gab er u. a. die kanadischen Erstaufführungen von Beethovens Missa solemnis (1927), William Waltons Belshazzar's Feast (1936) und Hector Berlioz’ Requiem (1938). Bei seinem Abschiedskonzert mit dem Toronto Mendelssohn Choir führte er 1942 Bachs h-Moll-Messe auf.
Daneben war Fricker von 1917 bis 1943 Organist und Chorleiter an der Metropolitan United Church in Toronto. Er unterrichtete am Toronto Conservatory of Music und der University of Toronto, war von 1922 bis 1934 Dirigent des Canadian National Exhibition Chorus, wirkte als Juror an Musikwettbewerben mit und trat als Konzertorganist auf. Er komponierte Orgel- und Chorwerke, Anthems und Lieder.

## Werke
- Concert Overture für Orgel
- Fantasie Overture für Orgel
- Scherzo Symphonique für Orgel
- Cantilène Nuptiale für Orgel
- Song of Thanksgiving
- Sleep, Holy Babe, Anthem

## Quelle
- Herbert Austin Fricker. In:  Encyclopedia of Music in Canada. herausgegeben von The Canadian Encyclopedia (englisch, französisch).

| Personendaten    | Personendaten                                                          |
| ---------------- | ---------------------------------------------------------------------- |
| NAME             | Fricker, Herbert Austin                                                |
| ALTERNATIVNAMEN  | Fricker, Herbert A.                                                    |
| KURZBESCHREIBUNG | englisch-kanadischer Chorleiter, Organist, Musikpädagoge und Komponist |
| GEBURTSDATUM     | 12. Februar 1868                                                       |
| GEBURTSORT       | Canterbury                                                             |
| STERBEDATUM      | 11. November 1943                                                      |
| STERBEORT        | Toronto                                                                |